# Aigné
Ne doit pas être confondu avec Aigne.
Aigné est une commune française, située dans le département de la Sarthe en région Pays de la Loire, peuplée de 1 681 habitants (les Aignéens).
La commune fait partie de la province historique du Maine, et se situe dans le Haut-Maine.

## Géographie

### Communes limitrophes
|                            |        |            |
| Lavardin                   | Aigné  | La Milesse |
| Degré, Chaufour-Notre-Dame | Trangé |            |

### Climat
Pour des articles plus généraux, voir Climat des Pays de la Loire et Climat de la Sarthe.
En 2010, le climat de la commune est de type climat océanique dégradé des plaines du Centre et du Nord, selon une étude du CNRS s'appuyant sur une série de données couvrant la période 1971-2000. En 2020, Météo-France publie une typologie des climats de la France métropolitaine dans laquelle la commune est dans une zone de transition entre le climat océanique et le climat océanique altéré et est dans la région climatique Moyenne vallée de la Loire, caractérisée par une bonne insolation (1 850 h/an) et un été peu pluvieux.
Pour la période 1971-2000, la température annuelle moyenne est de 11,1 °C, avec une amplitude thermique annuelle de 14,3 °C. Le cumul annuel moyen de précipitations est de 720 mm, avec 11,7 jours de précipitations en janvier et 7,1 jours en juillet. Pour la période 1991-2020, la température moyenne annuelle observée sur la station météorologique de Météo-France la plus proche, sur la commune du Mans à 9 km à vol d'oiseau, est de 12,4 °C et le cumul annuel moyen de précipitations est de 693,4 mm,. Pour l'avenir, les paramètres climatiques de la commune estimés pour 2050 selon différents scénarios d'émission de gaz à effet de serre sont consultables sur un site dédié publié par Météo-France en novembre 2022.

## Urbanisme

### Typologie
Au 1er janvier 2024, Aigné est catégorisée petite ville, selon la nouvelle grille communale de densité à sept niveaux définie par l'Insee en 2022.
Elle appartient à l'unité urbaine du Mans, une agglomération intra-départementale regroupant 19  communes, dont elle est une commune de la banlieue,,. Par ailleurs la commune fait partie de l'aire d'attraction du Mans, dont elle est une commune de la couronne,. Cette aire, qui regroupe 144 communes, est catégorisée dans les aires de 200 000 à moins de 700 000 habitants,.

### Occupation des sols
L'occupation des sols de la commune, telle qu'elle ressort de la base de données européenne d’occupation biophysique des sols Corine Land Cover (CLC), est marquée par l'importance des territoires agricoles (91,2 % en 2018), en diminution par rapport à 1990 (94,1 %). La répartition détaillée en 2018 est la suivante : 
terres arables (60,6 %), prairies (25,9 %), zones urbanisées (5,8 %), zones agricoles hétérogènes (4,7 %), forêts (1,9 %), zones industrielles ou commerciales et réseaux de communication (1,1 %). L'évolution de l’occupation des sols de la commune et de ses infrastructures peut être observée sur les différentes représentations cartographiques du territoire : la carte de Cassini (XVIIIe siècle), la carte d'état-major (1820-1866) et les cartes ou photos aériennes de l'IGN pour la période actuelle (1950 à aujourd'hui).

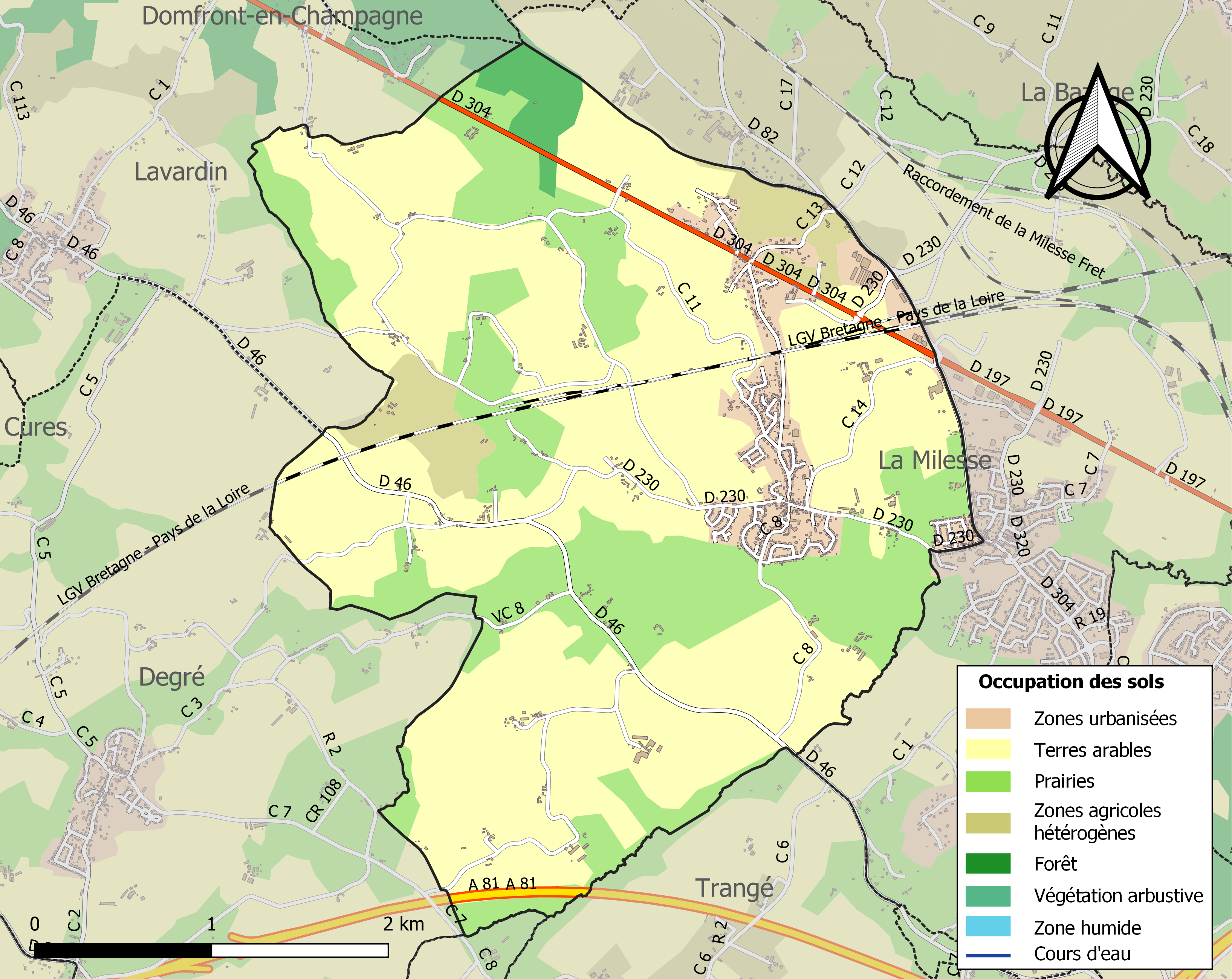
Carte des infrastructures et de l'occupation des sols de la commune en 2018 (CLC).

## Toponymie
Le nom de la localité est attesté sous les formes latines Agniacum vers 834, Inter Agniacum en 840 et en 857, sous la forme Parrochia de Aigneio en l'an 1269.
Voir toponymie de Agnac.

## Histoire
Mentionnée dès le IXe siècle sous le nom d'Agnacium, a fait partie de la seigneurie et du marquisat de Lavardin.

## Blasonnement
|  | Les armoiries d'Aigné se blasonnent ainsi : Deux écus (ovales) accolés: 1) De gueules à la fasce d'argent accompagnée de trois étoiles d'or rangées en chef et de trois coquilles d'argent en pointe. 2) D'argent à la fasce d'azur chargée de trois étoiles d'or et accompagnée de trois quintefeuilles de gueules. (Note: la forme ovale des écus n'est héraldiquement pas significative) |

## Politique et administration
| Période                                  | Période      | Identité            | Étiquette | Qualité                                  |
| ---------------------------------------- | ------------ | ------------------- | --------- | ---------------------------------------- |
| 1982                                     | juin 1995    | Claude Pilette      | DVG       |                                          |
| juin 1995                                | mars 2008    | Jean-Michel Levoyer |           |                                          |
| mars 2008                                | mars 2014    | Michel Gagnebien    |           | Professeur retraité                      |
| mars 2014                                | juillet 2020 | Patrick Porte       | DVD       | Chargé de mission                        |
| juillet 2020                             | En cours     | Karine Mullet       | SE        | Responsable pôle administration générale |
| Les données manquantes sont à compléter. |              |                     |           |                                          |

## Démographie
L'évolution du nombre d'habitants est connue à travers les recensements de la population effectués dans la commune depuis 1793. Pour les communes de moins de 10 000 habitants, une enquête de recensement portant sur toute la population est réalisée tous les cinq ans, les populations de référence des années intermédiaires étant quant à elles estimées par interpolation ou extrapolation. Pour la commune, le premier recensement exhaustif entrant dans le cadre du nouveau dispositif a été réalisé en 2006.
En 2022, la commune comptait 1 681 habitants, en évolution de +3,07 % par rapport à 2016 (Sarthe : −0,25 %, France hors Mayotte : +2,11 %).
| 1793 | 1800 | 1806 | 1821 | 1831 | 1836 | 1841 | 1846 | 1851 |
| ---- | ---- | ---- | ---- | ---- | ---- | ---- | ---- | ---- |
| 507  | 531  | 583  | 697  | 798  | 816  | 819  | 812  | 817  |

| 1856 | 1861 | 1866 | 1872 | 1876 | 1881 | 1886 | 1891 | 1896 |
| ---- | ---- | ---- | ---- | ---- | ---- | ---- | ---- | ---- |
| 804  | 762  | 757  | 748  | 729  | 715  | 742  | 721  | 709  |

| 1901 | 1906 | 1911 | 1921 | 1926 | 1931 | 1936 | 1946 | 1954 |
| ---- | ---- | ---- | ---- | ---- | ---- | ---- | ---- | ---- |
| 674  | 724  | 663  | 603  | 558  | 512  | 468  | 504  | 511  |

| 1962 | 1968 | 1975 | 1982 | 1990  | 1999  | 2006  | 2011  | 2016  |
| ---- | ---- | ---- | ---- | ----- | ----- | ----- | ----- | ----- |
| 476  | 519  | 646  | 871  | 1 155 | 1 349 | 1 525 | 1 561 | 1 631 |

| 2021  | 2022  | - | - | - | - | - | - | - |
| ----- | ----- | - | - | - | - | - | - | - |
| 1 687 | 1 681 | - | - | - | - | - | - | - |

## Lieux et monuments
- Ancien presbytère de 1833.
- Maison ancienne à la Houltière.
- Four à chanvre de la fin XIXe siècle.

### Patrimoine religieux
- Église de l'Assomption du XIIe siècle, en forme de croix latine avec une tour-clocher carrée à campanile.

## Activité et manifestations

### Jumelages
- Tickenham (Royaume-Uni).

## Personnalités liées à la commune
- Gaston Waringhien, lexicologue espérantiste, président de l'Académie d'Espéranto est mort à Aigné en 1991. Une rue et la bibliothèque portent son nom depuis 2001.